# Nassarius crossei
Nassarius crossei is een slakkensoort uit de familie van de Nassariidae. De wetenschappelijke naam van de soort is voor het eerst geldig gepubliceerd in 1884 door Maltzan.